# Horst-Udo Ahlers
Horst-Udo Ahlers (* 22. Juli 1939 in Oldenburg) war vom 26. August 1994 bis zum 22. Juli 2004 Polizeipräsident der Polizeidirektion Braunschweig und von 1986 bis 1998 stellvertretender Bundesvorsitzender der Gewerkschaft der Polizei.

## Leben
Horst-Udo Ahlers trat nach der Mittleren Reife und dem Abschluss einer kaufmännischen Lehre am 1. April 1958 in den Dienst der Polizei Niedersachsen ein. An dessen Anschluss versah er Dienst bei der Bereitschaftspolizei in Braunschweig. Er trat im März 1959 in die Gewerkschaft der Polizei (GdP) ein. Nach mehreren Verwendungen bei der Schutz- und Kriminalpolizei in Braunschweig kandidierte er für die GdP bei diversen Personalratswahlen. Ab dieser Zeit war er hauptamtliches Personalratsmitglied. Von 1979 bis 1984 war er Vorsitzender des Hauptpersonalrats beim niedersächsischen Minister des Innern in Hannover. Im Jahre 1981 wurde er zum GdP-Landesvorsitzenden in Niedersachsen gewählt.
Ahlers ist seit 1980 Mitglied der SPD. Für seine Verdienste wurde er von dem damaligen Innenminister Gerhard Glogowski mit dem Verdienstkreuz Erster Klasse des Landes Niedersachsen ausgezeichnet.